# Führungsakademie der Bundesagentur für Arbeit
Die Führungsakademie der Bundesagentur für Arbeit (FBA) in Lauf an der Pegnitz dient der Bundesagentur für Arbeit zur Qualifizierung der Mitarbeiter. Ihre Eröffnung erfolgte 1957 als Verwaltungsschule Lauf. Im Jahre 1997 wurde sie in Führungsakademie der BA umbenannt. Während der Zeit der Verwaltungsschule war das Haus für die fachliche Aus- und Weiterbildung vor allem für den höheren und gehobenen Dienst der Arbeitsbehörde zuständig.

## Aufbau und Tätigkeit
Die FBA besteht im Wesentlichen aus den zwei Bereichen Führungskompetenz- und Strategievermittlung und Zentrale Bildungsdienstleistungen. Im ersten Bereich liegt die Verantwortung für die Qualifizierung der oberen Führungskräfte der BA, wie zum Beispiel die Vorsitzenden der Geschäftsführung der Agenturen für Arbeit.
Im zweiten Bereich, Zentrale Bildungsdienstleistungen, werden Schulungskonzepte und Bildungsprodukte für Mitarbeiter der BA entwickelt. Dazu gehören Kurzanleitungen für den Arbeitsplatz, Qualifizierungsreihen oder Weiterentwicklung und Einsatz neuer Lernformen, wie zum Beispiel Blended-Learning-Maßnahmen.
Das Angebot der Führungsakademie für den Bereich Führungskompetenz- und Strategievermittlung ist im jährlich erscheinenden FBA-Programm zu finden. Mit dem Führungskompass stellt die Führungsakademie den Führungskräften der BA das Grundlagenwerk zum Thema Führung zur Verfügung.
Mit der Qualifizierungsreihe „In Führung gehen“ gewann die Bundesagentur für Arbeit 2011 den „Initiativpreis Aus- und Weiterbildung“ der Deutschen Industrie- und Handelskammer.
Das Traineeprogramm der BA erhielt 2013 die ABSOLVENTA Trainee-Auszeichnung.
Die Bundesagentur für Arbeit erhielt 2013, 2014 und 2016 das Exzellenzsiegel des Deutschen Bildungspreises für ihr Bildungs- und Talentmanagement.
Die Führungsakademie wurde 2015 für ihre Programme „Führungsbegleitung“ und „Führung erlebbar machen“ mit dem dritten Platz des „Excellence in Leadership Award“ der Universität St. Gallen ausgezeichnet.

## Leiter

### Führungsakademie der Bundesagentur für Arbeit (seit 2004)
- Robert Winter: seit 2022
- Michael Pirkl: 2015–2022
- Hans-Christian Witthauer: 2009–2016
- Nicole Cujai: 2007–2008
- Ralf Holtzwart: 2005–2007
- Bärbel Höltzen-Schoh: 2003–2004

### Führungsakademie der Bundesanstalt für Arbeit (1997–2004)
- Michael Pflügner: 2002–2003
- Franz Prast: 1994–2001

### Verwaltungsschule Lauf (1957–1997)
- Mechthild König: 1985–1994
- Herbert Pfuhlmann: 1978–1984
- Karl Boxler: 1971–1978
- Kurt Preil: 1965–1970
- Karl-Otto Fritze: 1959–1965
- Walter Buckan: 1956–1959